# یوپرمیو کاروزو
یوپرمیو کاروزو (انگلیسی: Eupremio Carruezzo؛ زادهٔ ۹ دسامبر ۱۹۶۹) بازیکن فوتبال اهل ایتالیا است.
از باشگاه‌هایی که در آن بازی کرده‌است می‌توان به باشگاه فوتبال آنکونا، باشگاه فوتبال سالرنیتانا، باشگاه فوتبال ونتزیا، باشگاه فوتبال کالیاری، باشگاه فوتبال مونتسا، باشگاه فوتبال رجانا، باشگاه فوتبال کومو، و باشگاه فوتبال لیورنو اشاره کرد.